# قلعه کویاما
قلعه کویاما (به ژاپنی: 小山城) یک قلعه ژاپنی در ولایت توتومی بود که امروزه در یوشیدا، شیزوئوکا، شهرستان هیبارا، شیزوئوکا در استان شیزوئوکا قرار دارد. این قلعه توسط خاندان ایماگاوا ساخته شده بود و یکی از دژهای پشتیبان قلعه یامازاکی بود. هنگامی که ایماگاوا یوشیموتو در نبرد اوکه‌هازاما کشته شد. تاکدا شینگن و توکوگاوا ایه‌یاسو، رود اوی را مرز بین خود قرار دادند و ولایت سوروگا را شینگن متصرف شد و ولایت توتومی را نیز ایه‌یاسو تصرف کرد و پیمانی بین ایندو بسته شد. اما در سال ۱۵۶۸ شینگن این پیمان را شکست و حمله را آغاز کرد. شینگن ایماگاوا اوجیزانه رهبر خاندان ایماگاوا را برکنار کرد. در سال ۱۵۷۱ شینگن این قلعه را تصرف کرد و اوکوما توموهیده را صاحب قلعه قرار داد. قلعه به دست توموهیده بازسازی شد و استحکام پیدا کرد. پس از مرگ شینگن در سال ۱۵۷۴ پسر وی تاکدا کاتسویوری جانشین وی شد. پس از شکست کاتسویوری در نبرد ناگاشینو لشکر شکست خورده وی به قلعه کویاما پناه آوردند.
ایه‌یاسو با لشکر خود به این قلعه حمله کرد اما موفق به سقوط قلعه نشد. در سال ۱۵۸۲ حمله اودا. توکوگاوا به باقیمانده سپاه خاندان تاکدا آغاز شد. سربازان که موفقیت آنان را در سرکوب خاندان تاکدا دیدند خود این قلعه را رها کردند.
در سال ۱۹۸۷ این قلعه توسط شهرداری یوشیدا، شیزوئوکا بازسازی شد.